# Верхнепопов
Верхнепопов — хутор в Белокалитвинском районе Ростовской области.
Входит в состав Нижнепоповского сельского поселения.

## География

### Улицы
- пер. Тупиковый,
- ул. Верхняя,
- ул. Казачья,
- ул. Садовая.

## Население
| 1989 | 2002 | 2010 |
| ---- | ---- | ---- |
| 166  | ↘163 | ↗196 |

### Известные люди
В хуторе родился Быков, Борис Иванович — Герой Советского Союза.